# Martinci (Serbia)
Martinci (cyr. Мартинци) – wieś w Serbii, w Wojwodinie, w okręgu sremskim, w mieście Sremska Mitrovica. W 2011 roku liczyła 3070 mieszkańców.